# Ahmed Sani
Ahmed Sani Yeriman Bakura, född 22 juli 1960 i Anka, Zamfara, Nigeria var guvernör i Zamfara sedan 29 maj 1999 till 27 maj 2007. Han blev under tidsperioden omvald en gång. Han representerade All Nigeria Peoples Party (ANPP), och försökte bli deras presidentkandidat i presidentvalet i Nigeria 2007. Han misslyckades dock med detta, men blev istället senator.
Efter valet till guvernör blev han den förste att i modern tid införa Sharia-lagstiftning. Det kom som en mycket stor överraskning då han inte kandiderat för något religiöst parti.
Sani har suttit vid Nigerias nationella ekonomiska utskott. Han har som guvernör fokuserat på utvecklingen av jordbruket. Han har bland annat bildat Zamfara State Integrated Development Programme (ZASIDEP) och Zamfara Comprehensive Agricultural Revolution Program (ZACAREP). De försöker bland annat sprida jordbruksteknik, stödja byggandet av dammar och kvarnar och ge mikrolån. För att få tillgång till stöden har över 16 000 bondeföreningar bildats. För att undvika prissänkningar på grund av överproduktion köper staten upp överskott och lagrar det.
Sani har varit motståndare till president Olusegun Obasanjos försök att ändra konstitutionen för att göra det möjligt för honom att fortsätta att vara president. Ordföranden för Nigerias kommission för ekonomisk och finansiell brottslighet, Mallam Nuhu Ribadu anklagade i oktober Sani för att ha försökt muta honom med en miljon naira.

### Fotnoter
1. ↑  Engelskspråkiga Wikipedia: Ahmed Sani Yerima (2006-11-23)
2. 1 2 3 4  ”Ahmed Sani: "I am running for president"”. New African (456). 2006.
3. ↑  Ibraheem Musa Kaduna (13 september 2008). ”Nigeria: Beware of Ahmed Sani, Yar'Adua Warned” (på engelska) (HTML). allAfrica.com. http://allafrica.com/stories/200809150294.html. Läst 21 oktober 2008.
4. ↑  Daily Sun (2006-08-11): Ribadu blasts Zamfara gov Arkiverad 18 november 2006 hämtat från the Wayback Machine.